# 匈牙利希臘禮天主教豪伊杜多羅格總教區
匈牙利希臘禮天主教豪伊杜多羅格教區（拉丁語：Archieparchia Haidudoroghensis）是羅馬天主教在匈牙利的一個拜占廷禮教省總教區。下轄兩個教區。 
教座位於東部的豪伊杜多羅格。2010年有教友270,000人。教區下轄148個堂區，有231名司鐸。現任總主教為斐理伯‧科奇什。
1912年6月8日成立，2011年3月5日，米什科爾茨宗座代牧區分出。2015年3月20日匈牙利禮天主教會升格為自治教會，教區升為總教區。